# Андре Ізуар

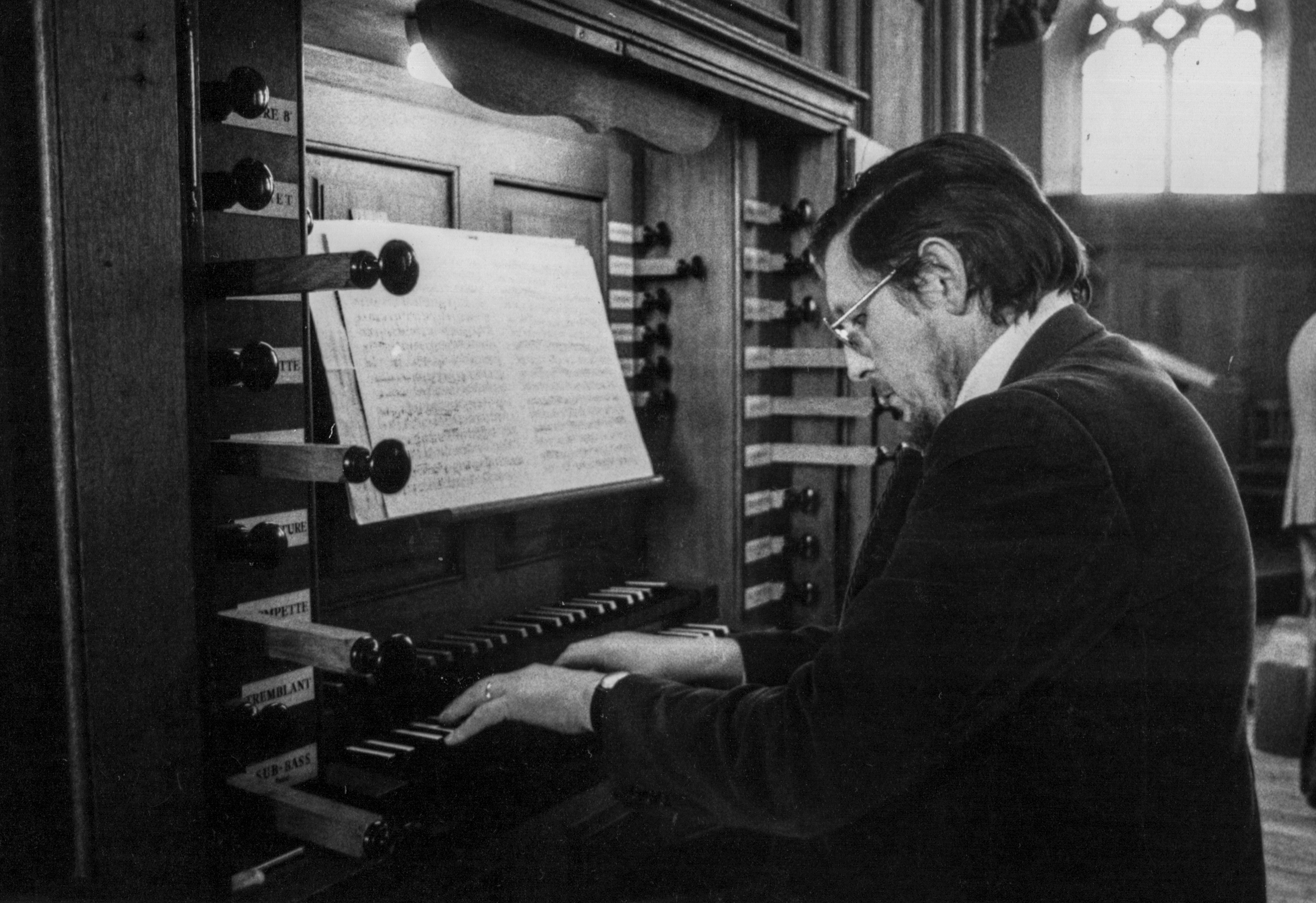
Ізуар в Мольсаймі (1979).

Андре́ Ізуа́р (фр. André Isoir; 20 июля 1935, Сен-Дізьє — 20 июля 2016, Лонпон-сюр-Орж) — французький органіст і викладач.

## Біографія
Вчителями Андре Ізуара були Едуард Субербіллє (орган в Школі Сезара Франка) та Жермена Муньє (фортепіано).
В Паризькій консерваторії, він був учнем Роланди Фалчінеллі, де у 1960 році одноголосно отримав перші премії за орган та імпровізацію.
Згодом він переміг на кількох міжнародних органних конкурсах: у 1965 році в Сент-Олбансі (Велика Британія), а наступні три роки в Гарлемі (Нідерланди), чим заслужив нагороду «Prix du Challenge». Він єдиний французький виконавець, який отримав цю нагороду з моменту створення конкурсу в 1951 році.
З 1952 по 1967 рік він є капельмейстером і титулованим органістом церкви Сен-Медар у Парижі, У 1967 році Андре Ізуар став співдержавником галереї церкви Сен-Северін. У 1973 році він був призначений органістом великого органу абатства Сен-Жермен-де-Пре.
У 1974 році Андре Ізуар був відповідальним за викладання органу в консерваторії Орсе, яку в 1977 році підвищили до рангу Національної школи музики. Він став повним професором і залишався в Орсе до 1983 року, коли його призначили в Національну консерваторію регіону Булонь-Бійанкур, де він викладав гру на органі до 1994 року.
Андре Ізуар записав близько шістдесяти дисків, які принесли йому Гран-прі дю Диск у 1972, 73, 74, 75, 77, 80, 89 та 91 роках, а також нагороду «Президента Республіки» за диск Le Livre d'or de l'orgue français (Золота книга французького органу). Був нагороджений композиційною премією Друзів органу за Variations sur un psaume huguenot (Варіації гугенотського псалма). Зокрема, він опублікував повний запис органних творів Баха, який залишається довідником творів цього великого композитора. Його записи творів Сезара Франка на органі в Люсонському соборі також були особливо відзначені, як і його запис Третьої симфонії Сен-Санса для органа з оркестром під керівництвом Жана-Поля Пеніна на органі відомого майстра Кавайє-Коля в Сен-Дізьє (1999). Під час своїх численних концертів він грає відомих композиторів, такими як Бах, Франк або Маршан, більш конфіденційних композиторів, таких як Лефебюр-Велі, Адрієн Руж'є, Габріель П'єрне чи П'єр Камонен.
Андре Ізуар доповнює свою музичну культуру глибокими знаннями інструментальної майстерності; це сприяє, за його словами, кращому підходу до різних музичних стилів як з точки зору техніки, так і з точки зору оформлення.
Андре Ізуар створив «Тріо Альборада» (Trio Alborada) в 1987 році разом з Дідьє Маньє (Didier Magne) та Патріком Гілемом(Patrick Guillem). Це унікальне утворення понад двадцять років виконувало рідкісні твори відомих композиторів.

## Відомі студенти
Серед багатьох його учнів є: Мішель Бувар, Жан Бойер, Франсуа Еспінас, Jean-Louis Gil, Emmanuelle Haïm, Pascale Rouet, Erwan le Prado.

## Відзнаки та нагороди
- Кавалер ордена Мистецтв і літератури (Chevalier des Arts et Lettres)
- Кавалер Національного ордена «За заслуги» (Ordre national du Mérite)
- Meilleur soliste instrumental de l'année aux deuxièmes Віктуар де ля Мюзік
- " Choc de l'année 2000 " від журналу Le Monde de la Musique[en] за її інтерпретацію Мистецтва фуги Йоганна Себастьяна Баха

## Діскографія (вибіркова)
- Jehan Alain, Suite pour orgue, Variations sur un thème de Janequin, Litanies — orgue Isnard Cavaillé-Coll de l'église Saint-Salomon-Saint-Gregoire de Phithiviers (1976, Calliope) OCLC 660089377
- Jean-Sébastien Bach, L'Art de la fugue BWV 1080 — orgue de Saint-Cyprien-en-Périgord (1982, Calliope / La Dolce Volta, 2015) OCLC 492997718 and 923821574
- Jean-Sébastien Bach, Intégrale de l'œuvre pour orgue (1975 à 1991, 15 CD Calliope / La Dolce Volta, 2014) OCLC 896469708
- Jean-Sébastien Bach, L'Orgue concertant: Sinfonia, sonates et concertos (1979, 1988 et 1993, 3 CD Calliope / La Dolce Volta, 2013)
- Франсуа Куперен, Intégrale de l'œuvre d'orgue (1973, Calliope)
- Сезар Франк, L'Œuvre d'orgue — orgue Cavaillé-Coll de Luçon (1975, 2 CD Calliope) OCLC 742922119
- L'Orgue français à la Renaissance : œuvres de Gervaise, de Janequin, de Francisque, de Sandrin, d'Attaignant, de Costeley, de Guillet, de Le Jeune, de Ракетка, de Richard, de Thomein, de La Barre, de Du Mont, de Roberday et œuvres anonymes — orgue Jean-Georges Koenig du Bon-Pasteur d'Angers (1973, Arpèges / Calliope 2004) OCLC 660091581
- L'Orgue français au Grand Siècle : œuvres de Raison, de Boyvin et de Nivers — orgue de Saint-Jacques de Compiègne (1971, Calliope) OCLC 718649627
- L'Orgue français à la Révolution : œuvres de Lasceux, de Balbastre, de Séjan, de Corrette, de Calvière et de Moyreau — orgue François-Henri Clicquot de la cathédrale Saint-Pierre de Poitiers (1972)
- L'Orgue au Second Empire : œuvres de Ferlus, de Lefébure-Wély, de Lebeau, de Benoist, de Lemmens, de Boëly, de Ponsan, de Batiste, de Franck, d'Hocmelle, de Dubois et de Donizetti — orgue de l'église Saint-Antoine de Compiègne (1996, Arpèges / Calliope 2004) OCLC 937721000
- L'Orgue romantique : œuvres de Boëly, de Lefébure-Wély, de Guilmant et de Pierné — orgues Cavaillé-Coll de Luçon et de Pithiviers OCLC 239628760 and 937733062
- L'Orgue symphonique : œuvres de Boëllmann, de Gigout, de Vierne, d'Huré et de Tournemire… — orgue de l'église Saint-Salomon Saint-Grégoire de Pithiviers (mai 1976) OCLC 23076957
- Alborada : œuvres pour orgue et guitares de Alain, Bartòk, Couperin, Granados, Soler, Stravinski, Sweelinck, avec Patrick Guillem et Didier Magne, chapelle de Flainville 2005 (disque Calliope CAL9749)
- Le Livre d'or de l'orgue français (1972—1976, 6 CD [coffret d'abord paru sous le titre Le Siècle d'or de l'orgue français, même programme dans un ordre différent] Calliope, 1998 / La Dolce Volta, 2013) :
  - Louis-Nicolas Clérambault, les deux suites, avec des œuvres de Du Mage, de Corrette et de Dandrieu — orgue Alfred Kern de Saint-Séverin (1974) OCLC 743099575
  - Франсуа Куперен, Messe pour les couvents, avec des œuvres de Titelouze — orgue Jean-Georges Koenig de Sarre-Union (enregistré en 1973, Arpèges, 1989 / Calliope, 1996) OCLC 893614873
  - Франсуа Куперен, Messe des paroisses, avec des œuvres de Jullien, de Louis Couperin* et de d'Anglebert — orgues de Saint-Germain-des-Prés et du Bon-Pasteur* à Angers (enregistré en 1973, Arpèges, 1973 / Calliope, 1996) OCLC 304533652
  - Nicolas de Grigny, Messe pour orgue, avec des œuvres de Lebègue — orgue François-Henri Clicquot de la cathédrale Saint-Pierre de Poitiers (enregistré en 1972, Arpège / Calliope, 1989) OCLC 35556817
  - Nicolas de Grigny, Premier livre d'orgue contenant une messe et les hymnes des principales fêtes de l'année, motets «O salutaris hostia» H.261, de Марк Антуан Шарпантьє et «Domine salvum fac regem» de Жан Батіст Люллі, Ensemble vocal Sagitarius, Delphine Collot, Emmanuelle Gal, Françoise Masset — orgue historique de Saint-Michel en Thiérache (enregistrement du 7 au 9 octobre 1992) . 2 CD Erato Musifrance Radio France 1993 (4509-91722-2)
  - Nicolas de Grigny, les Cinq Hymnes, avec des œuvres de Marchand — orgue Isnard de Saint-Maximin-de-Provence (enregistré en 1972, Arpège / Calliope, 1996) OCLC 743066081
  - Jean-Adam Guilain, l'œuvre d'orgue (suites des quatre premiers tons) — orgue Louis-Alexandre Cliquot de Houdan (enregistré en 1974, Arpège / Calliope, 1998) OCLC 658922798